# Chenôves
Chenôves é uma comuna francesa na região administrativa de Borgonha-Franco-Condado, no departamento Saône-et-Loire. Estende-se por uma área de 10,78 km². Em 2010 a comuna tinha 211 habitantes (densidade: 19,6 hab./km²).